# جون إف. ماكي
جون إف. ماكي (بالإنجليزية: John F. Mackie)‏ هو عسكري أمريكي، ولد في 1 أكتوبر 1835 في نيويورك في الولايات المتحدة، وتوفي في 18 يونيو 1910.